# Crookham Village
Crookham Village est situé au sud-ouest de Fleet, dans le nord-est du Hampshire, en Angleterre et se trouve dans le district de Hart.

## Histoire
Crookham (anciennement Crokeham) remonte au moins aussi loin que le Domesday Book, bien Crookham Village et Church Crookham ne deviennent pas des entités distinctes qu'à la fondation de Christ Church en 1840,. C’est l’église qui donnera son nom à Church Crookham. Alors Church Crookham est devenu en grande partie une ville-dortoir urbaine de Fleet, Crookham Village, qui se trouve sur le canal de Basingstoke près de son voisin, est resté plus rural. 
Le centre du village a évolué autour de chalets anciens dispersés, dont ont une structure en bois. L’agriculture et l'horticulture sont des secteurs importants, et le houblon était cultivés et séché au four dans la paroisse jusqu'en 1974. Crookham était autrefois connue pour la fabrication de briques et de poteries qui ont produisait des céramiques rougeâtre du type pot de fleurs. Les troupes de théâtre amateurs jouent à l’extérieur de deux pubs et sur le pré communal du village chaque Boxing Day.

## Points remarquables
Le canal de Basingstoke traverse Crookham Village, et un quai existait autrefois au niveau de l'ancien et historique pub Chequers, maintenant reconstruit et rebaptisé The Exchequer (l'Échiquier). Là, les billes de bois était chargées et le charbon déchargé. Une aire de pique-nique est maintenant aménagée sur le site, et le chemin de halage est utilisé par les promeneurs. Un autre des pubs du village, le Fox and Hounds, fut l'hôte du club de folk de Fleet à partir des années 1960 jusqu'en 2001 lorsque les travaux de réaménagement au pub furent entrepris. Le club fut géré de manière indépendante de la gestion de pub dans une salle fonctionnelle distincte et gagna une réputation d’avoir des musiciens de grande qualité dans la minuscule salle, avec souvent des premières apparitions d'artistes qui deviendront plus tard célèbres. The Black Horse est le troisième pub du village. 
Une des vieilles maisons au sud-ouest du village était autrefois la maison de vacances du roi Henri VIII, où il résidait pendant la saison de chasse pour chasser le chevreuil.

## Jumelage
Crookham Village est jumelée avec Lévignen, en France,,. Des groupes de familles d'une ville traversent la Manche pour un week-end pour se rendre chez des familles de l'autre ville, en alternant entre la visite et d'hébergement chaque année.

## Pour en savoir plus
- Rose, B. (2001). Family walks around Fleet, Crookham and Crondall. Fleet: Footmark.  (ISBN 0-9527363-7-3)